# Serguéi Ogniov
Serguéi Ivánovich Ogniov (en ruso: Серге́й Ива́нович Огнёв, 1886 - 1951) fue un científico, zoólogo y naturalista ruso, recordado por su trabajo en la mastozoología. Se graduó en la Universidad Estatal de Moscú en el año 1910, el mismo año en el que escribió su primera monografía. En 1928, fue nombrado profesor de la Universidad Pedagógica Ciudad de Moscú. Publicó una gran variedad de libros relacionados con la zoología y la economía.  